# La Pita
La Pita är en ort i Mexiko.   Den ligger i kommunen Ixhuatlán de Madero och delstaten Veracruz, i den sydöstra delen av landet, 190 km nordost om huvudstaden Mexico City. La Pita ligger 198 meter över havet och antalet invånare är 499.
Terrängen runt La Pita är huvudsakligen kuperad, men österut är den platt. Runt La Pita är det ganska tätbefolkat, med 96 invånare per kvadratkilometer. Närmaste större samhälle är La Ceiba, 15,3 km öster om La Pita. Trakten runt La Pita består till största delen av jordbruksmark.